# Mitsuyo Seo
Mitsuyo Seo (瀬尾 光世 Seo Mitsuyo?, Himeji, 26 de septiembre de 1911 – 24 de agosto de 2010) fue un animador, guionista y director de cine de animación japonés, que desarrolló un papel esencial en el desarrollo del anime. 

## Carrera
Inicialmente trabajó como pintor de letreros, Seo comenzó a incursionar en la animación de dibujo trabajando en una compañía de películas de juguete que hacía cortometrajes para entretenimiento en el hogar. Aunque sus films más populares fueron propaganda japonés para la Segunda Guerra Mundial, las inclinaciones de Seo fueron siempre de izquierdas, y fue miembro activo de la Liga Proletaria de Cine Japón, donde ayudó en películas animadas como Sankichi no Kūchū Ryokō. En 1931, fue arrestado por su activismo. En la cárcel estuvo 21 días y fue torturado. Seo conoció a Kenzō Masaoka y se unió a su compañía, trabajando en el primer film animado sonoro, Chikara to Onna no Yo no Naka, antes de comenzar su propia trayectoria con su productora en 1935 donde hizo dibujos con su personjae más característico Norakuro. Se unió a lo estudios Geijutsu Eigasha en 1937 y allí realizó Ari-chan en 1941, el primer trabajo japonés en utilizar cámara multiplano. Sus trabajos más conocidos fueron dos films animados producidos para la Segunda Guerra Mundial: Momotarō no Umiwashi, que contó con Momotarō y sus animales bombardeando Pearl Harbor y su secuela Momotarō: Umi no Shinpei, que fue hecho para Shōchiku y fue el primer largometraje animado real de Japón (Momotarō no Umiwashi fue anunciado en ese momento como el primer anime de larga duración, pero como solo dura 37 minutos, hoy en día la mayoría reconoce el "Umi no Shinpei" de 74 minutos como el primero.) Osamu Tezuka, el padre del manga japonés, afirma que quedó impresionado con Umi no Shinpei cuando era joven y que quiso ser dibujante de animación después de haber visto eso. Después de la guerra, Seo se unió a Nihon Manga Eigasha y realizó la película Ōsama no Shippo en 1949, pero cuando Tōhō, que se suponía que debía distribuirlo, lo encontró políticamente demasiado izquierdista y la película se quedó sin distribuidor. Nihon Manga Eigasha llegá la bancarrota y Seo, enontrand las condiciones de la animación de la posguera demasido difíciles, dejó la industria y se convirtió en ilustrador de libros infantiles.

## Filmografía
- Sankichi no Kūchū Ryokō (三吉の空中旅行, 1931), Animation
- Chikara to Onna no Yo no Naka (力と女の世の中, 1933), Animation
- Ari-chan (アリチャン, 1941), Director
- Momotarō no Umiwashi (Momotaro's Sea Eagles, 桃太郎の海鷲, 1942), Director, Animation, Photography
- Momotarō: Umi no Shinpei (Momotaro's Divine Sea Warriors, 桃太郎 海の神兵, 1945), Director, Script, Photography
- Ōsama no Shippo (王様のしっぽ, 1949), Director, Script